# Sarju
El Sarju (kumaoni: सरज्यू, hindi: सरयू), también conocido como Saryu, es un importante río que drena la región de Kumaon Central en el estado indio de Uttarakhand. Procedente de Sarmul, el Sarju fluye a través de las ciudades de Kapkot, Bageshwar y Seraghat antes de unirse al Mahakali en Pancheshwar. El Sarju es el mayor afluente del río Sharda. El río forma la frontera sureste entre los distritos de Pithoragarh y Almora. Los bosques templados y subtropicales cubren toda la zona de captación del río.

## Curso
El Sarju nace en un lugar conocido como Sarmul (o Sarmool), situado en el extremo norte del distrito de Bageshwar, en Uttarakhand. El nacimiento del río está situado en la ladera sur de una cresta del Nanda Kot y está separado al este del nacimiento del Ramganga y al oeste de las fuentes del Kuphini (la rama oriental del río Pindar) por espolones que descienden de la masa que culmina en el pico Nanda Kot. Fluye inicialmente unos 50 km en dirección suroeste por el Himalaya de Kumaon, donde recibe el arroyo Kanalgadh por la derecha y el río Punger por la izquierda. Unos 2 km más abajo, el río recibe al río Lahor por la derecha. A continuación, el río gira hacia el sur y atraviesa la ciudad de Bageshwar, donde recibe el Gomati por la derecha.
El Sarju fluye hasta los 65 km inferiores en dirección principalmente sureste. Gran parte del drenaje de la región de Gangoli, en el distrito de Pithoragarh, desemboca en el río a través del arroyo Bhadrapatigad, que desemboca en él desde la izquierda. Del mismo modo, varios arroyos se unen a él desde la derecha drenando gran parte de la región de Chaugarkha, situada en el distrito de Almora; destacan el Gatgadh, Jalairgadh, Bhaurgadh, Alaknadi y Saniaungadh. A unos 55 km aguas abajo de su confluencia con el Gomati en Bageshwar, recibe por la derecha al río Panar. Un pequeño río Jaingan se funde con el Sarju en Seraghat, en la frontera entre Almora y Pithoragarh. Unos cinco km más abajo, a 20 km de su desembocadura, el Ramganga se une por la izquierda al Sarju en Rameshwar, situado a una altura de 460 m. Finalmente, el Sarju llega a Pancheshwar, en la frontera nepalí, al río Sharda, tras recorrer un total de 130 km.

## Geología
El Sarju transfiere una carga sedimentaria de 498,4 kg / seg durante el pico de la temporada de lluvias.
| Parámetro | pH  | Alcalinidad | Dureza | Conductividad | Calcio | Magnesio | Sodio | Potasio | Cloruro | Sulfato |
| Valor     | 7,9 | 111,2       | 101,32 | 137.11        | 18,89  | 11.11    | 3,50  | 1,80    | 8,10    | 2,41    |

## Afluentes

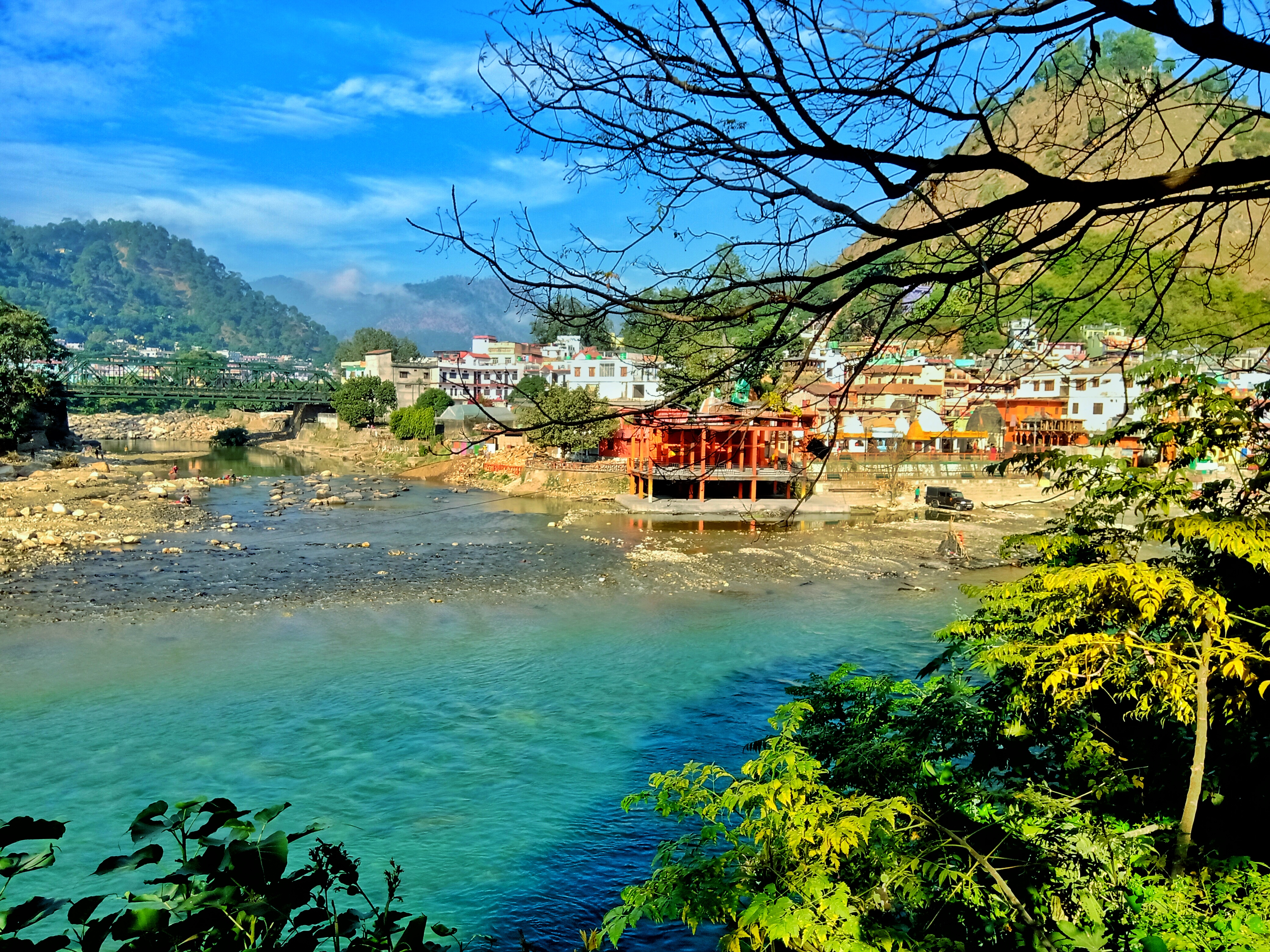
confluencia del Gomati y el Sarju en Bageshwar.

### Gomati
El río Gomati se origina en los tramos más altos de Bhatkot y se fusiona con el Sarju en Bageshwar. Fluye a través del valle de Katyur, que constituye una importante zona agrícola de Kumaon.

### Kuloor
El río Kuloor nace sobre el templo de Bhadrkali cerca de Sani-Udiyar y fluye a través de Rawatsera, Bans Patan y Ganai Gangoli, antes de unirse al Sarju en Seraghat.

### Punger
El río Punger nace cerca del pueblo de Sangar y se une a Sarju desde la izquierda en Sartana.

### Lahor
El Lahor es un pequeño río que se une a Sarju por la derecha.

### Panar
El Panar se origina en la vertiente norte de la Cordillera de Mornaula, al sureste de Almora . Se une al Sarju cerca de Rameshwar.

### Ramganga
El Ramganga es el afluente más grande del Sarju. Se origina en el glaciar Namik en el distrito de Pithoragarhdistrito de Pithoragarh de Uttarakhand y fluye hacia el sureste. El río es alimentado por numerosos otros ríos pequeños y grandes y finalmente se une al río Sarju en Rameshwar.

## Galería

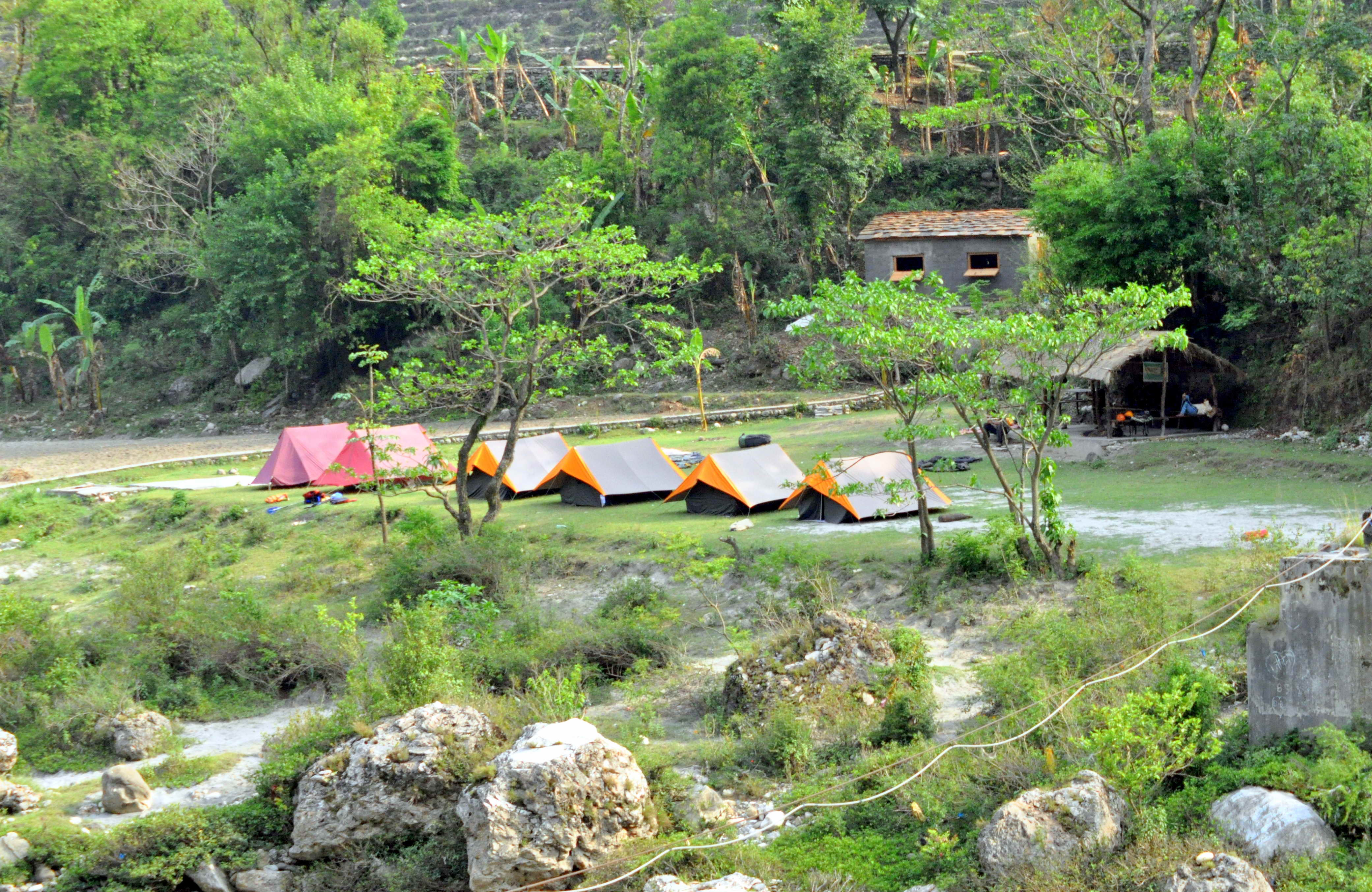
Camping en el río Saryu
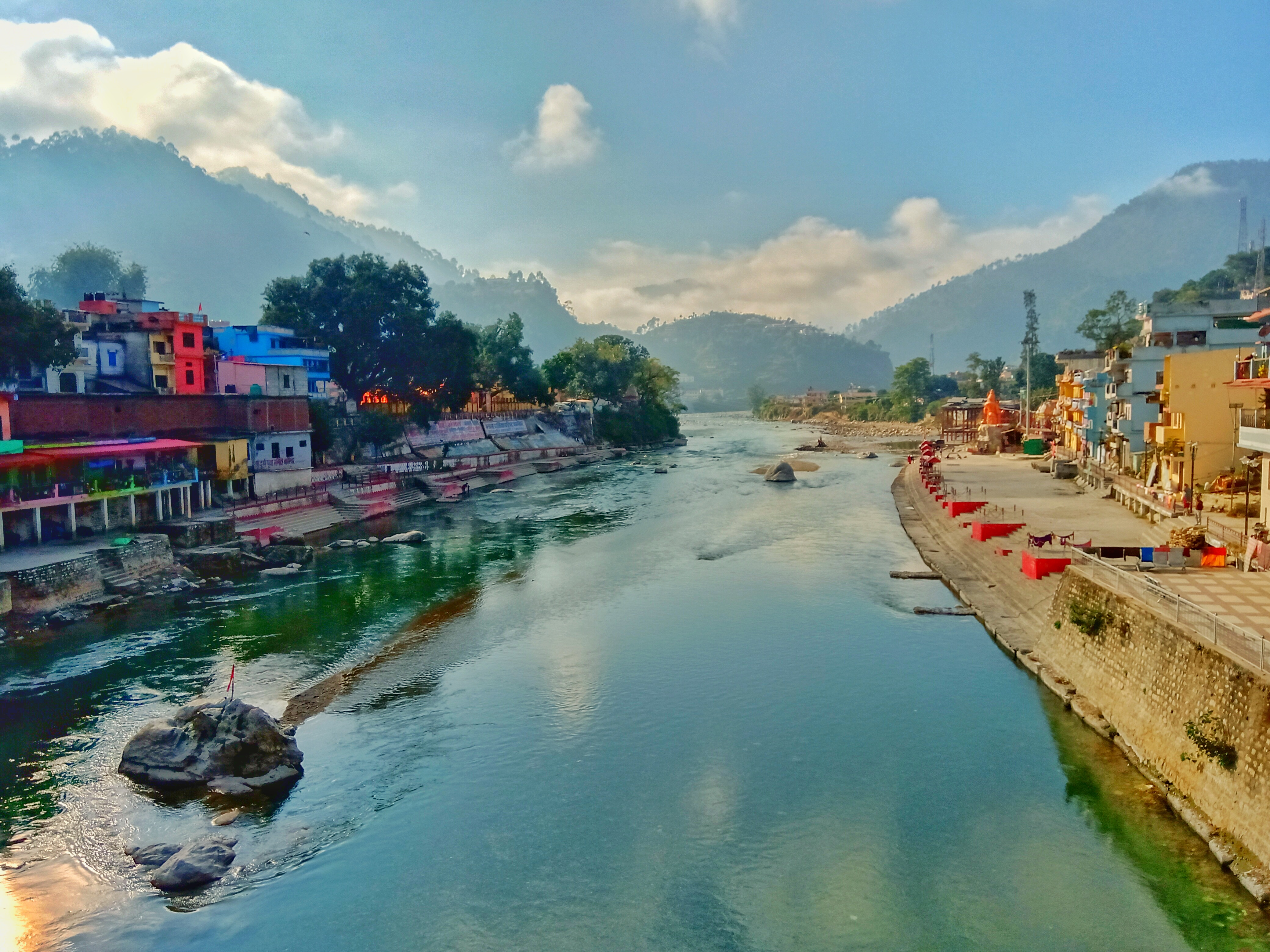
Río Saryu en Bageshwar
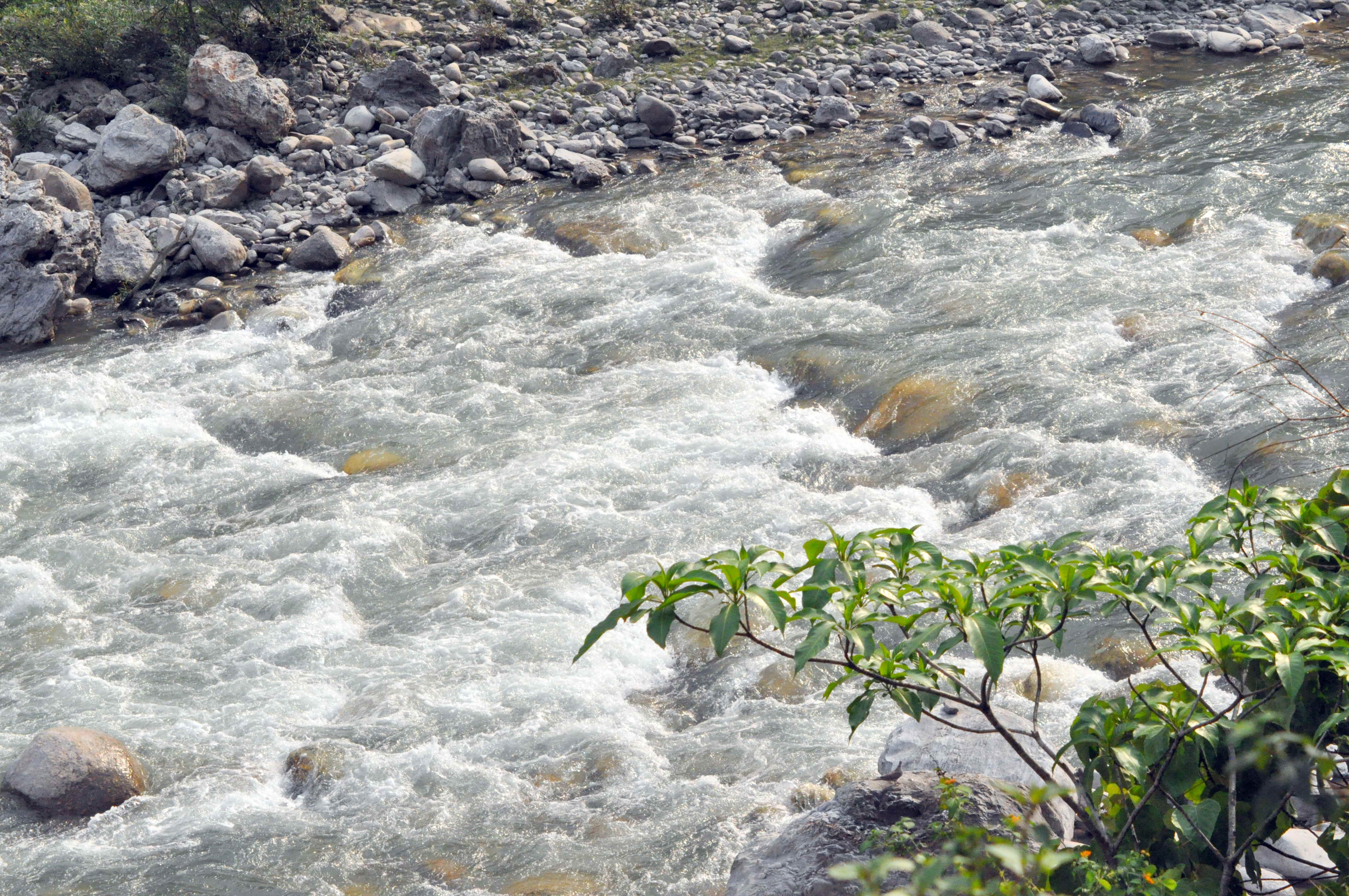
Vista cercana del agua del río Sarju
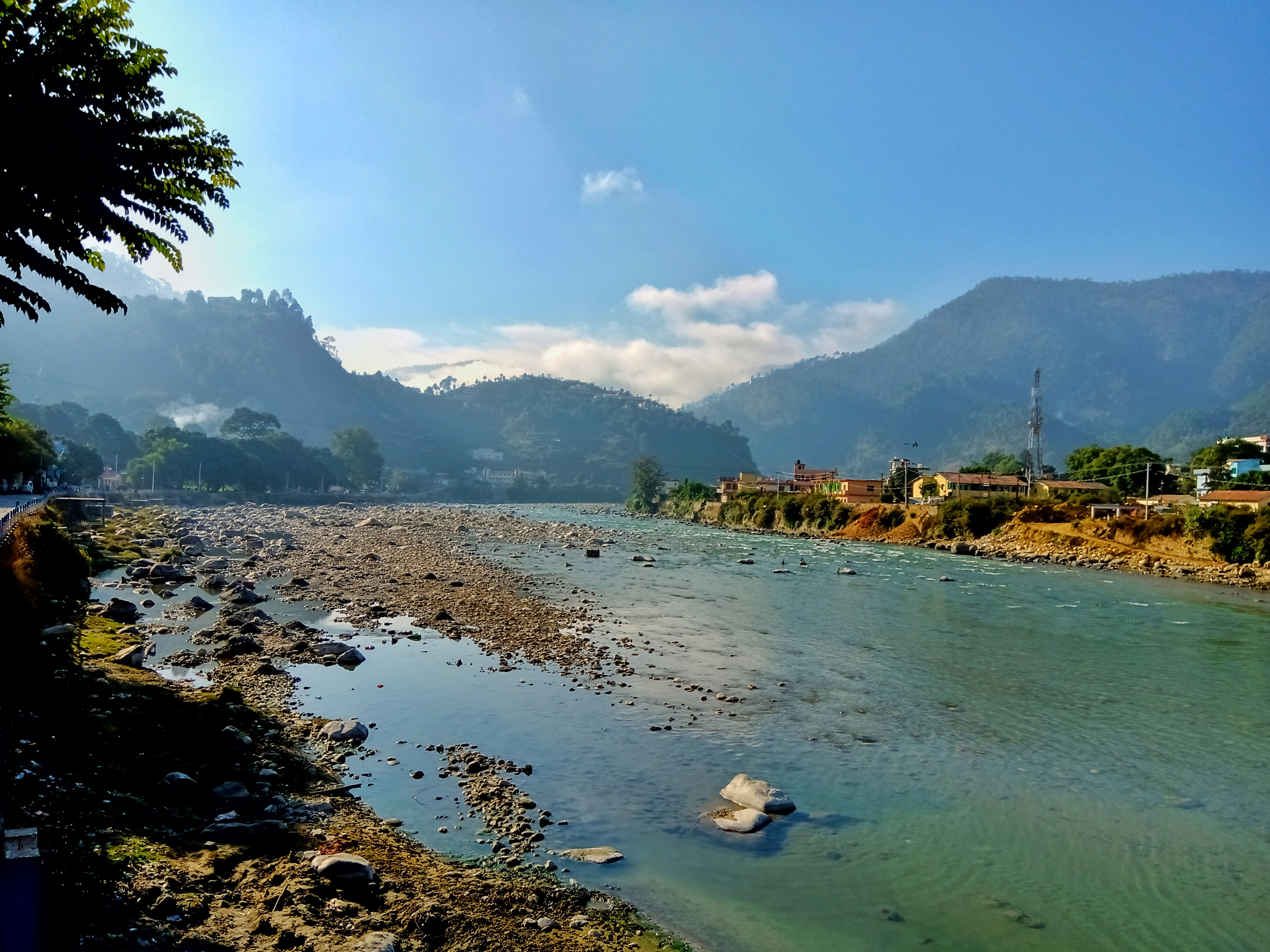
Río Saryu en Bageshwar
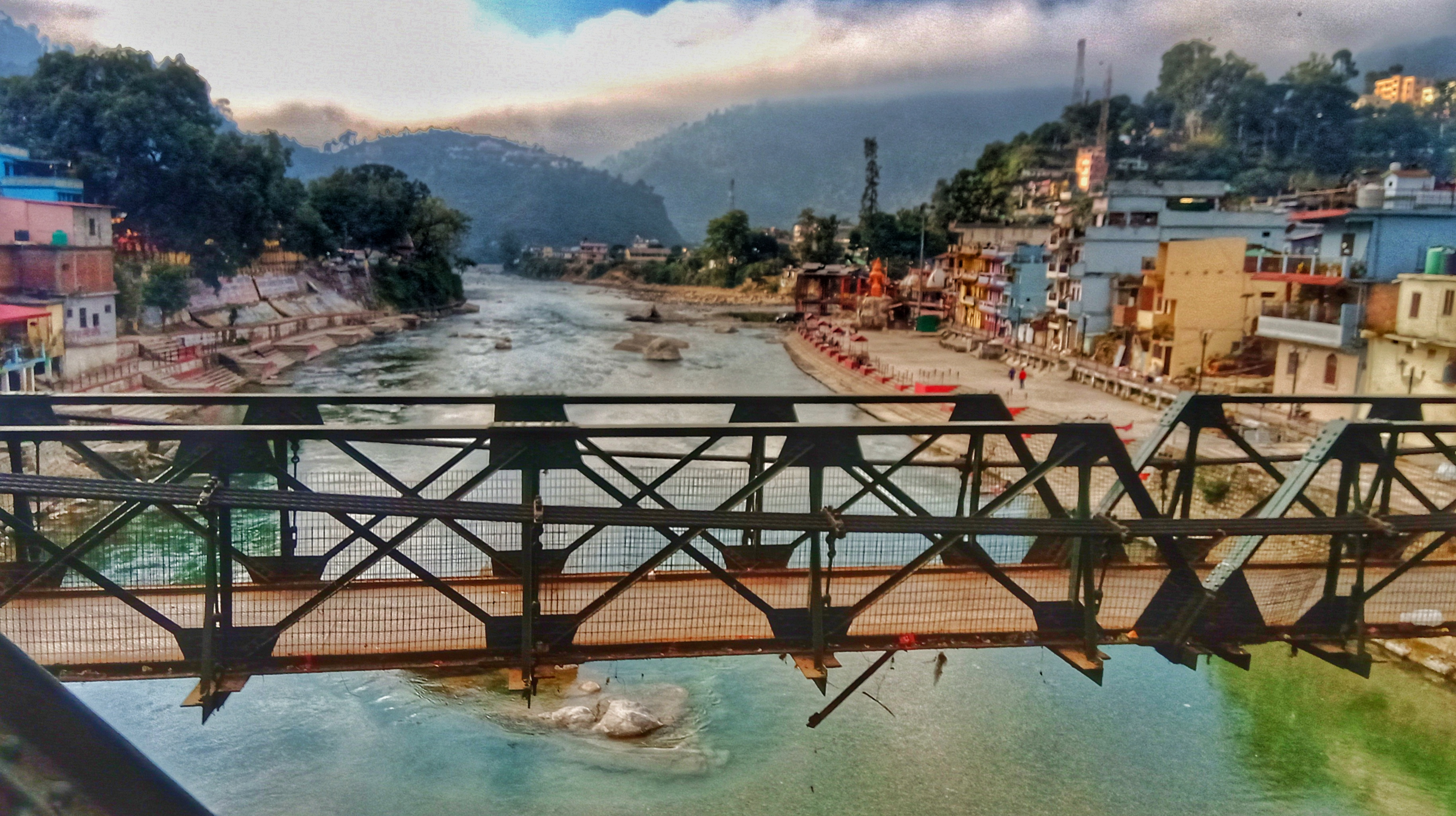
Puente colgante sobre el río Saryu en Bageshwar